# 牧人

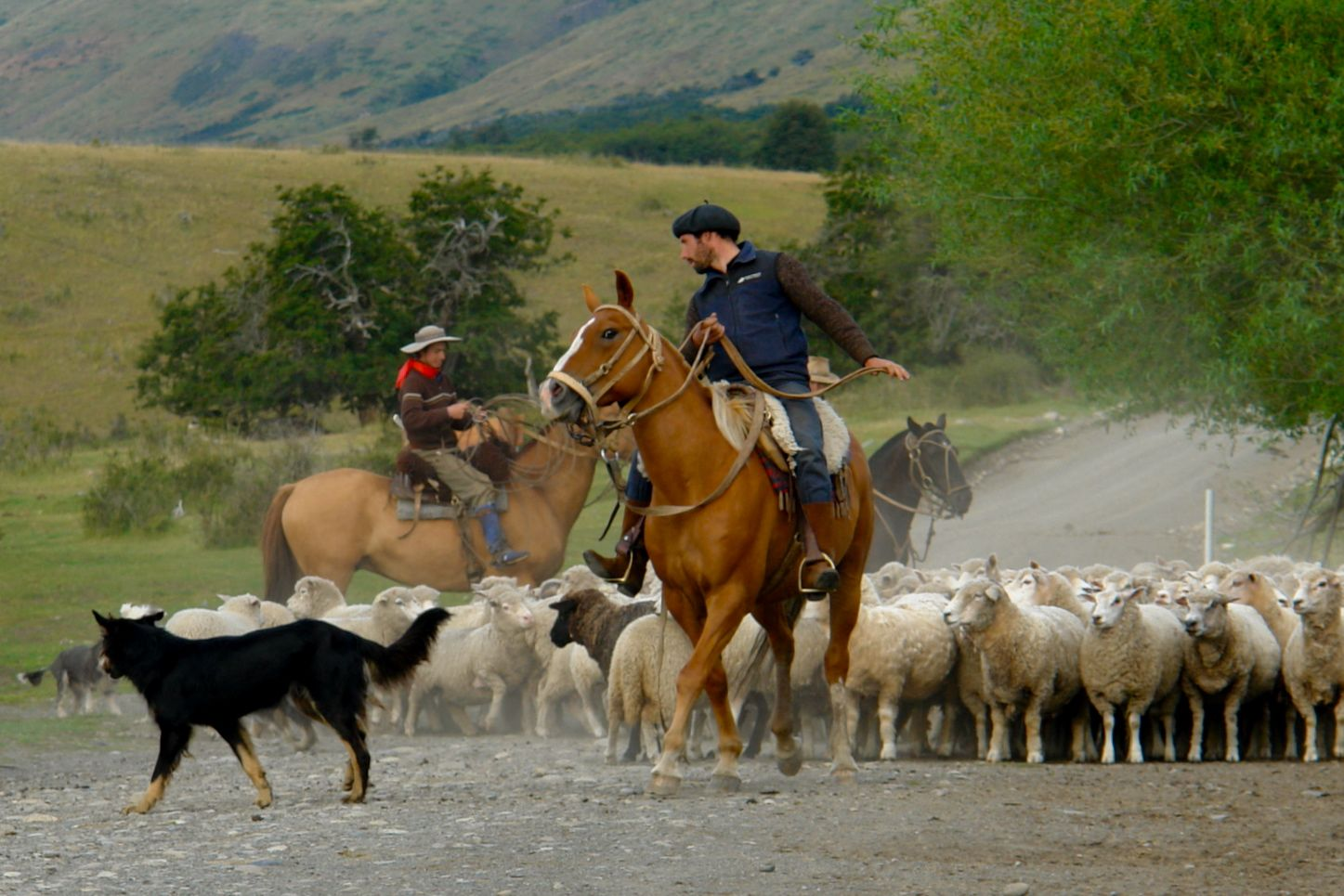
阿根廷的牧羊人

牧人是負責照顧和管理通常在露天牧場上的牛群或羊群家畜的牧民工人。它特別與牲畜的遊牧或遊牧管理或公共土地放牧有關。 這項工作通常是步行或騎馬完成的。根據放牧動物的類型，英語可以給出不同的專業名稱，例如放牛的牛仔、放羊的牧羊人、放馬的牧馬人。